# Sulmierzyce
Sulmierzyce és una ciutat de Polònia, es troba al voivodat de Gran Polònia, al powiat de Krotoszyn, a 12 km al sud-est d'aquesta ciutat i a 97 km al sud-est de Poznań, la capital de la regió. El 2016 tenia 2.898 habitants.